# Parkstadt Bogenhausen

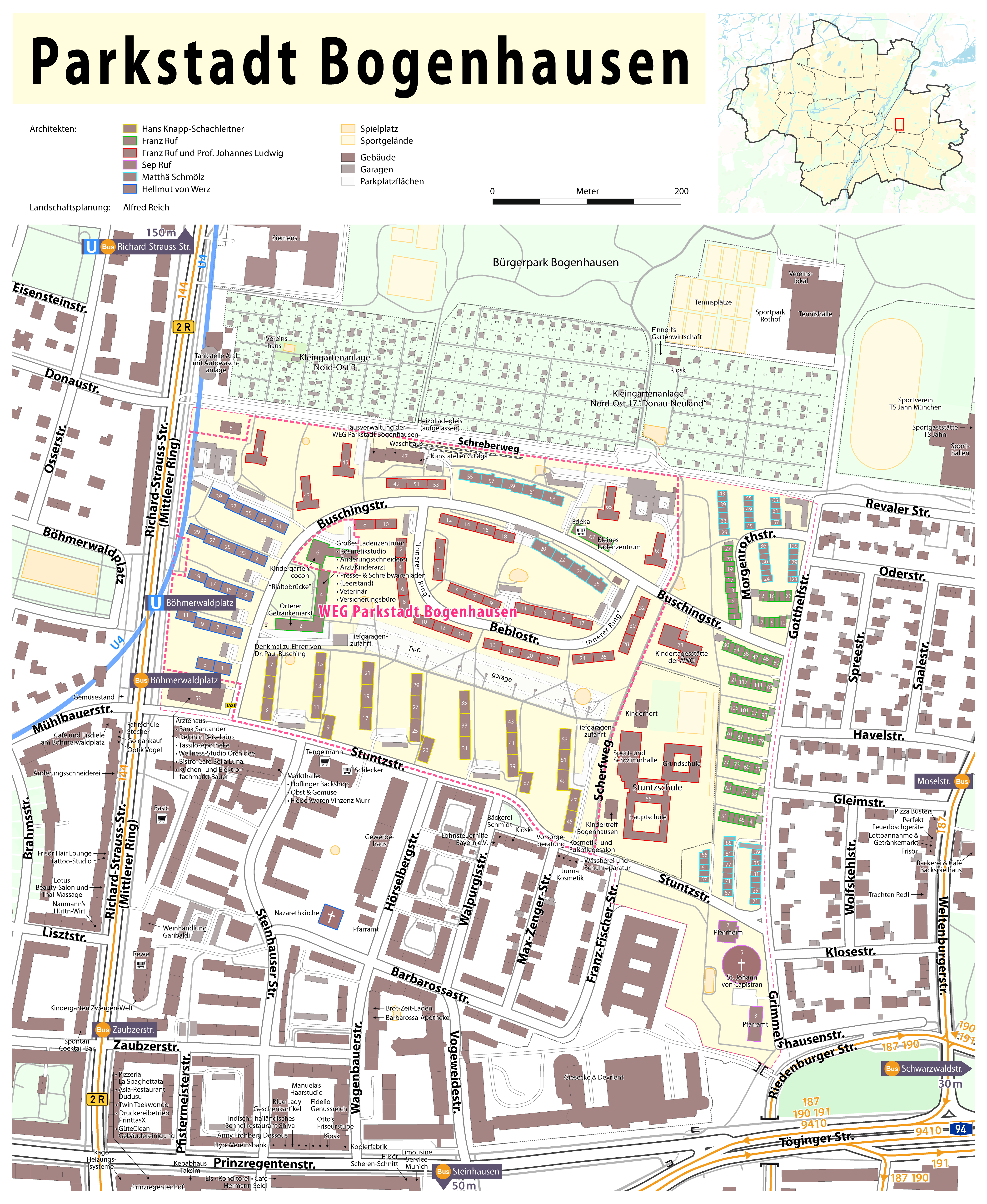
Karte der Parkstadt Bogenhausen

Die Parkstadt Bogenhausen, genannt auch Parkwohnanlage Bogenhausen, liegt im Osten Münchens im Stadtbezirk 13 – Bogenhausen. Sie grenzt westlich an die Richard-Strauss-Straße, im Osten an die Gotthelfstraße, im Süden an die Stuntzstraße und im Norden an den Schreberweg, der seinen Namen von der angrenzenden Schrebergarten-Anlage hat. Das Ensemble steht unter Denkmalschutz. Am Rande außerhalb dieses Gebietes liegen die katholische Kirche St. Johann von Capistran und die evangelisch-lutherische Nazarethkirche.

## Infrastruktur
In der Parkstadt Bogenhausen gibt es die Grund- und Mittelschule an der Stuntzstraße mit Hort, zwei Kindergärten und verschiedene Läden. Der Bereich ist durch die Stuntz-, die Busching- und die Gotthelfstraße sowie einige kleinere Nebenstraßen erschlossen. So wurden der Verkehr um die Parkstadt geleitet und sehr ruhige Wohnungen geschaffen. Die U-Bahn-Station Böhmerwaldplatz und eine Bushaltestelle liegen am westlichen Ende der Parkstadt an der Richard-Strauss-Straße. In der Parkstadt selbst gibt es keine Bushaltestellen, an der Ecke Stuntz- und Buschingstraße befindet sich ein Taxistand.

## Geschichte
Die Planung erfolgte durch den Architekten Franz Ruf. Die Gartengestaltung übernahm der Gartenarchitekt Alfred Reich. Bauherr war die Neue Heimat. Die Grundsteinlegung fand am 11. November 1954 statt. Mit dabei war der damalige Oberbürgermeister von München, Thomas Wimmer.
Die Errichtung dauerte von 1955 bis 1956. Es war die erste größere Wohnanlage in München, die nach dem Ende des Zweiten Weltkrieges gebaut wurde. Die Anlage umfasst 2000 Wohnungen und ist für 6000 Bewohner ausgelegt. Die Wohnungen in den Hoch- und Mehrfamilienhäusern werden durch eine Reihenhaus-Siedlung im Osten ergänzt.
Bei der Planung wurde besonderer Wert darauf gelegt, die Wohnungen möglichst nicht dem Verkehrslärm auszusetzen und die Gebäude optisch zu einer Einheit zu verschmelzen. Die Wohnungen sind überwiegend so geschnitten, dass Schlafzimmer, Küche und Essplatz über die Wohnzimmer betreten werden.
1967 ging das Eigentum an die Neue Heimat Bayern über. 2006 begingen die Anwohner der Parkwohnanlage die 50-Jahr-Feier mit einem großen Fest. Alt-Oberbürgermeister Hans-Jochen Vogel hielt die Festrede.